# Anabel Balkenhol

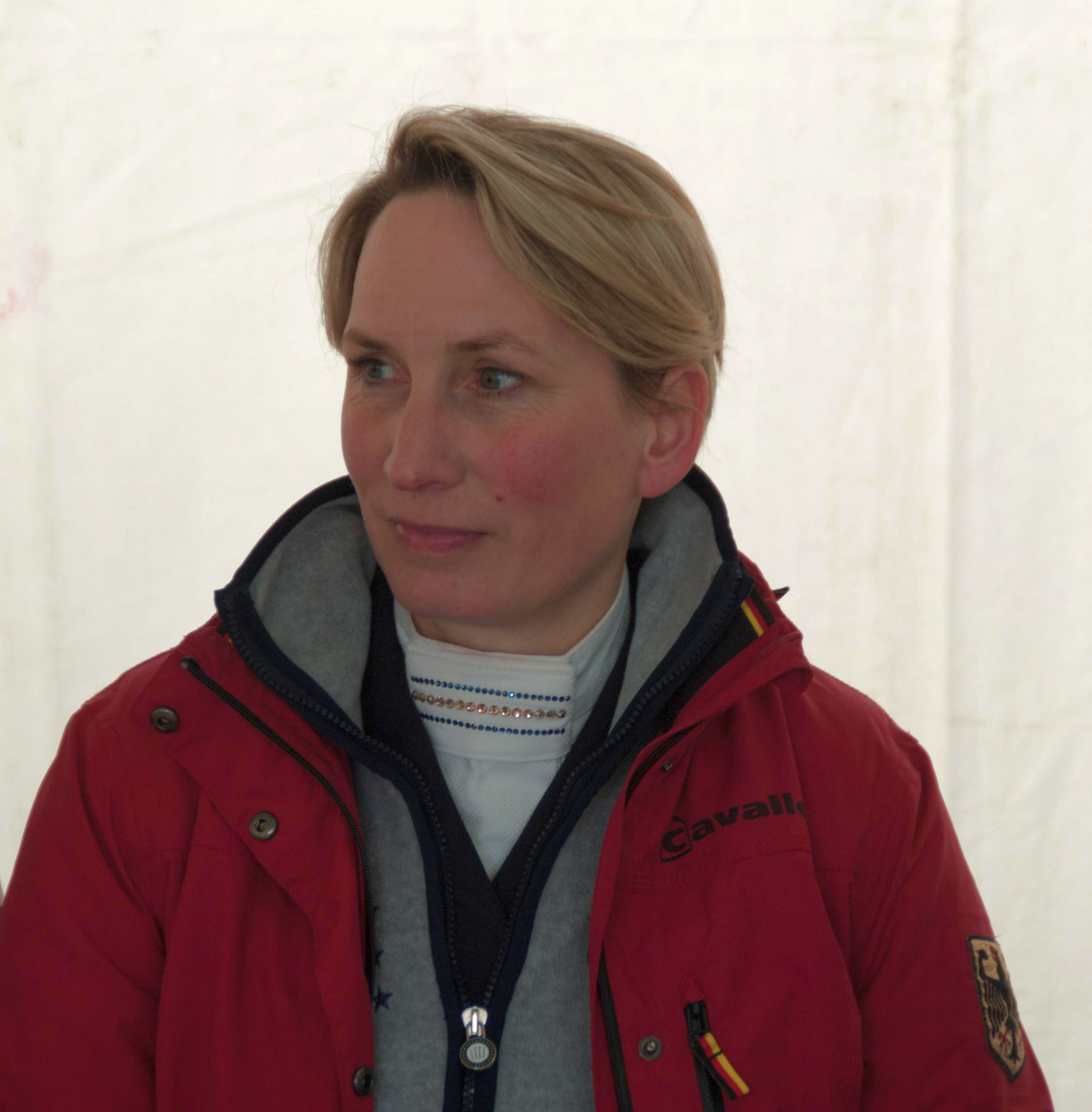
Anabel Balkenhol (2013)

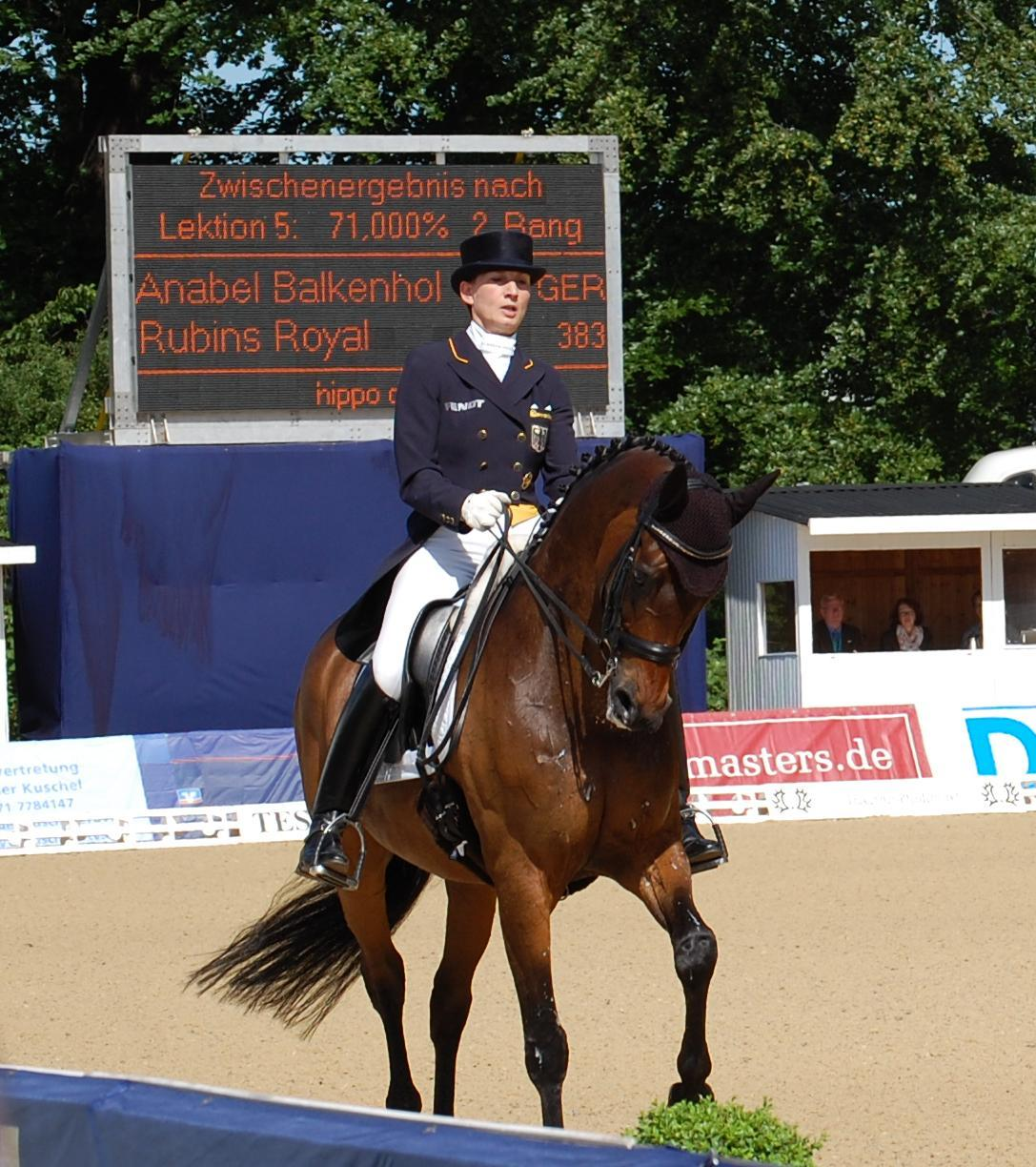
Anabel Balkenhol mit Rubins Royal, Grand Prix beim Deutschen Dressur-Derby

Anabel „Belli“ Balkenhol (* 8. April 1972 in Hilden) ist eine deutsche Dressurreiterin.

## Leben
Nach der Schulzeit und dem Abitur 1993 studierte Balkenhol bis 1995 Sonderpädagogik. Im Jahr 1999 machte sie ihren Abschluss zur Bürokauffrau bei der Deutschen Reiterlichen Vereinigung. Im Anschluss daran lebte sie von 2000 bis 2002 in den USA. Ab 2002 arbeitete sie im Ausbildungsstall ihres Vaters, dem Dressurausbilder Klaus Balkenhol. Im Jahr 2007 machte sie sich auf dem elterlichen Hof in Rosendahl selbstständig. Anfang des Jahres 2014 war Anabel Balkenhol zeitweilig in Offenhausen (Gemeinde Gomadingen) tätig, hier wollte sie ihren Turnier- und Ausbildungsstall in der Außenstelle des Haupt- und Landgestüts Marbach betreiben.
Anabel Balkenhol ritt bereits in den 1990er Jahren auf Grand Prix-Niveau, ihren ersten Grand Prix bestritt sie im Alter von 22 Jahren. Ihren sportlichen Durchbruch hatte sie jedoch erst Ende der 2000er Jahre. Nach eigener Aussage machte sie sich lange Zeit zu viel Druck:

„Früher wollte ich mehr als 70 Prozent reiten, heute freue ich mich über einen fehlerfreien Ritt.“

Mit ihrem Pferd Dablino schaffte sie im Juli 2010, bedingt durch ihre Erfolge auf den Turnieren in Lingen und Fritzens im Vormonat, den Sprung von Platz 133 auf Platz 16 der Weltrangliste. Bei den Deutschen Meisterschaften in Münster gewann sie mit Dablino den Grand Prix de Dressage und wurde im Grand Prix Spécial deutsche Vize-Meisterin.
Aufgrund der erreichten Erfolge in diesem Jahr wurde sie für die Weltreiterspiele 2010 in Lexington nominiert. Hier, bei ihrem ersten Championat, gewann sie im Team mit Isabell Werth, Matthias Alexander Rath und Christoph Koschel die Bronzemedaille.
Ab 2008 war Anabel Balkenhol Teil des deutschen Dressur-B2-Kaders. Mit Beginn des Jahres 2010 wurde sie in den deutschen B-Kader Dressur aufgenommen. Von 2011 an war sie zeitweilig Teil des A-Kaders (Championatskaders) der deutschen Dressurreiter.
Bei ihrer ersten Teilnahme am Deutschen Dressur-Derby wurde sie 2011 Zweite, Rubins Royal war das beste Pferd der Prüfung mit Pferdewechsel.
Bei den Olympischen Spielen 2012 war sie mit Dablino zum ersten Mal Teil des deutschen Olympiaaufgebots.
Anabel Balkenhol wird von Klaus Balkenhol trainiert.

## Pferde
- Heuberger (* 2007), Schwarzbrauner Trakehner Hengst, Vater: Imperio, Muttervater: Michelangelo; Besitzer: Gestüt Webelsgrund
- Rockefellers Cinderella (* 2003), braune westfälische Stute, Vater: Rubin Royal, Muttervater: Newcastle[10]
- Rosalie B (* 2006), Westfälische schwarzbraune Stute, Vater: Rubin Royal, Muttervater: Newcastle
- Rubins Royal (1997–2018), brauner Oldenburger Wallach, Vater: Rubinstein I, Muttervater: Vargas xx[11]
- Dablino (2000–2019), Hannoveraner Dunkelfuchs-Wallach, Vater: De Niro, Muttervater: Wanderbursch II[12][13]
- Easy (* 1995, ursprünglicher Name: Easy Win), braune Westfalenstute, Vater: Ehrentusch, Muttervater: Frühlingsrausch, wurde zuletzt 2009 im internationalen Sport eingesetzt[14]

Soweit nicht anders angegeben, ist Klaus Balkenhol Eigner der aufgeführten Pferde.

## Erfolge

### Championate
Olympische Sommerspiele
- 2012, London: mit Dablino 19. Platz

Weltreiterspiele
- 2010, Lexington KY: mit Dablino 3. Platz mit der Mannschaft, 8. Platz im Grand Prix Spécial (72,625 %), 13. Platz in der Grand Prix Kür (73,250 %)

Deutsche Meisterschaften
- 2010, Münster/Westf.: mit Dablino 2. Platz im Grand Prix Spécial (76,667 %), 6. Platz in der Grand Prix Kür (75,950 %)[15]
- 2011, Balve: mit Dablino 3. Platz im Grand Prix Spécial (79,000 %), 4. Platz in der Grand Prix Kür (80,100 %)[16]
- 2012, Balve: mit Dablino 4. Platz im Grand Prix Spécial (76,444 %), 5. Platz in der Grand Prix Kür (79,100 %)
- 2013, Balve: mit Dablino 3. Platz im Grand Prix Spécial (76,292 %), 6. Platz in der Grand Prix Kür (76,350 %)
- 2015, Balve: mit Dablino 5. Platz im Grand Prix Spécial (75,020 %), 6. Platz in der Grand Prix Kür (77,675 %)
- 2016, Balve: mit Dablino 8. Platz im Grand Prix Spécial (75,627 %), 8. Platz in der Grand Prix Kür (77,675 %)
- 2017, Balve: mit Heuberger TSF 10. Platz im Grand Prix Spécial (73,431 %), 7. Platz in der Grand Prix Kür (76,750 %)
- 2018, Balve: mit Heuberger TSF 9. Platz im Grand Prix Spécial (71,490 %), 8. Platz in der Grand Prix Kür (75,625 %)

### Wichtige Platzierungen (in Auswahl)
- 2007:
  - 3. Platz GP Spécial CDI 3* Oldenburg mit Easy (67,680 %)
- 2008:
  - 3. Platz Grand Prix CDI 4* Dortmund mit Rubins Royal (68,000 %)
- 2009:
  - 2. Platz Grand Prix CDI 5* Stuttgart mit Rubins Royal (69,319 %)
  - 3. Platz GP Kür CDI 5* Stuttgart mit Rubins Royal (72,800 %)
- 2010:
  - 2. Platz GP Spécial CDI 4* Fritzens mit Dablino (73,458 %)
  - 2. Platz GP Spécial CDI 3* München-Riem mit Dablino (73,167 %)
- 2011:
  - 2. Platz Grand Prix CDI 4* Lingen mit Rubins Royal (70,766 %)
  - 2. Platz GP Kür CDI 4* Lingen mit Rubins Royal (74,900 %)
  - 2. Platz Deutsches Dressur-Derby
- 2012:
  - 2. Platz GP Kür CDI 4* Dortmund mit Rubins Royal (74,625 %)
  - 1. Platz Grand Prix und GP Spécial CDI 4* Donaueschingen mit Dablino (78,191 %, 77,489 %)
  - 1. Platz Grand Prix und GP Spécial CDI 4* Stuttgart mit Dablino (75,702 %, 75,933 %)
- 2013:
  - 2. Platz Grand Prix und GP Spécial CDI 4* Dortmund mit Dablino (74,957 %, 76,458 %)
  - 2. Platz Grand Prix CDI 4* Hagen a.T.W. mit Dablino (74,192 %)
  - 1. Platz Grand Prix und GP Spécial CDI 4* Hamburg mit Dablino (74,894 %, 76,917 %)
  - 2. Platz Deutsches Dressur-Derby
  - 2. Platz Grand Prix CDIO 5* Aachen mit Dablino (77,043 %)
- 2014:
  - 3. Platz Grand Prix und GP Spécial CDI 4* Oldenburg mit Dablino (73,120 %, 73,627 %)
  - 1. Platz Grand Prix und GP Spécial CDI 3* Roosendaal mit Dablino (73,400 %, 72,902 %)
- 2015:
  - 2. Platz Grand Prix und GP Spécial CDI 4* Hagen a.T.W. mit Dablino (76,160 %, 77,255 %)
  - 1. Platz Grand Prix und GP Spécial CDI 4* Hamburg mit Dablino (74,880 %, 76,392 %)
  - 1. Platz Deutsches Dressur-Derby

### Beste internationale Ergebnisse (seit 2008)
- Grand Prix de Dressage:
  - 2008: 68,000 % (3. Platz beim CDI 4* Dortmund mit Rubins Royal)
  - 2009: 69,745 % (3. Platz beim CDI 5* Stuttgart mit Dablino)
  - 2010: 73,489 % (3. Platz beim CDI 4* Lingen mit Dablino)
  - 2011: 76,723 % (2. Platz beim CDI 3* Hagen a.T.W. mit Dablino)
  - 2012: 78,191 % (1. Platz beim CDI 4* Donaueschingen mit Dablino)
  - 2013: 77,043 % (2. Platz beim CDIO 5* Aachen mit Dablino)
  - 2014: 73,400 % (1. Platz beim CDI 3* Roosendaal mit Dablino)
  - 2015: 76.160 % (2. Platz beim CDI 4* Hagen a.T.W. mit Dablino)
- Grand Prix Spécial:
  - 2008: 69,800 % (5. Platz beim CDI 4* Donaueschingen  mit Rubins Royal)
  - 2009: 67,625 % (6. Platz beim CDI 3* Verden mit Rubins Royal)
  - 2010: 77,021 % (3. Platz beim CDI 3* Hagen a.T.W. mit Dablino)
  - 2011: 75,833 % (5. Platz beim CDI 4* Lingen mit Dablino)
  - 2012: 78,244 % (3. Platz beim CDI 4* Hagen a.T.W. mit Dablino)
  - 2013: 76,917 % (1. Platz beim CDI 4* Hamburg mit Dablino)
  - 2014: 73,627 % (3. Platz beim CDI 4* Oldenburg mit Dablino)
  - 2015: 77,255 % (2. Platz beim CDI 4* Hagen a.T.W. mit Dablino)
- Grand Prix Kür:
  - 2008: 69,450 % (4. Platz beim CDI 4* Dortmund mit Rubins Royal)
  - 2009: 72,800 % (3. Platz beim CDI 5* Stuttgart mit Rubins Royal)
  - 2010: 74,300 % (7. Platz beim CDI 3* Hagen a.T.W. mit Rubins Royal)
  - 2011: 74,900 % (2. Platz beim CDI 4* Lingen mit Rubins Royal)
  - 2012: 75.625 % (7. Platz beim CDI-W Odense mit Dablino)
  - 2013: 78,250 % (7. Platz beim CDIO 5* Aachen mit Dablino)
  - 2014: 71,325 % (7. Platz beim CDI 4* Hagen a.T.W. mit Dablino)
  - 2015: -

(Ergebnisse Stand 14. Juni 2015)